# Hadena albistellata
Hadena albistellata là một loài bướm đêm trong họ Noctuidae.